# 沃巴什河
沃巴什河（英語：Wabash River，/ˈwɔːbæʃ/)是美国中部的一条长约503英里（810）的河流，源自俄亥俄州西北部，靠近印第安纳州边界，流向西南方穿过印第安纳北部和中央后，构成了伊利诺伊州南部和印第安纳州的边界，最后汇入俄亥俄河，是俄亥俄河的右岸最大的支流，其流域覆盖了印第安纳州的大部分地区。名字源自原住民邁阿密-伊利諾伊語，意为“白色石头上的水”。为印第安纳州州河。